# Walter Reed Army Medical Center

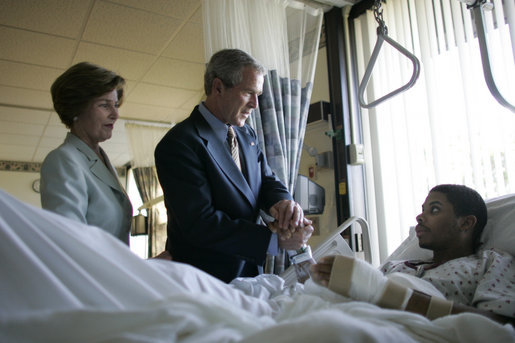
President George W. Bush en first lady Laura Bush op bezoek bij een patiënt in het Walter Reed Army Medical Center.

Het Walter Reed Army Medical Center (WRAMC) was een militair ziekenhuis voor het Amerikaanse leger in Washington, aan de oostkust van de Verenigde Staten. Het ziekenhuis had 5.500 bedden en bood zorg aan militairen vanuit alle takken van het leger, de president, de vicepresident en congresleden. Het ziekenhuis was vernoemd naar majoor Walter Reed, een Amerikaans chirurg die een team leidde dat bevestigde dat de gele koorts wordt verspreid door steekmuggen in plaats van door direct contact.

## Vervanging
Als deel van een Base Realignment and Closure aankondiging op 13 mei 2005 stelde het Ministerie van Defensie voor om het WRAMC te vervangen door het Walter Reed National Military Medical Center (WRNMMC). Het nieuwe ziekenhuis zou op de grond van het National Naval Medical Center in Bethesda, Maryland, 11 kilometer van de huidige locatie worden gebouwd. Op 25 augustus 2005 raadde de BRAC-commissie aan om het plan voor het nieuwe WRNMMC door te laten gaan.
Het Walter Reed Army Medical Center is in 2011 gesloten. Sinds de oprichting in 1909 was de capaciteit voor bedden gegroeid van 80 tot ongeveer 5500 kamers die meer dan 113.000 m² besloegen.